# Orficism

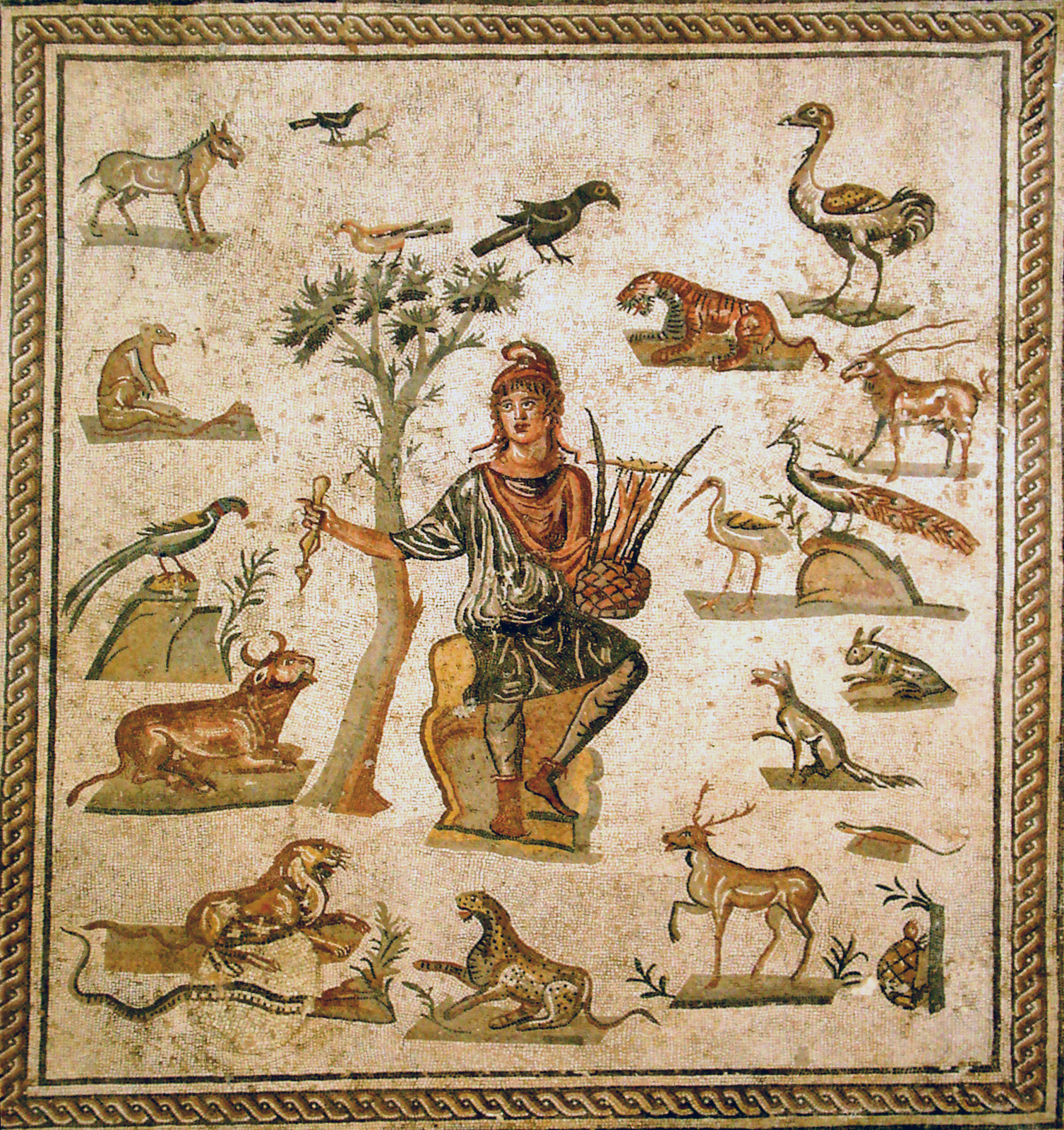
Orfeus med djur, avbildad i en romersk golvmosaik

Orficism, eller Orfism, är en mystisk grekisk religionsform från 600-talet f.Kr. som ansågs grundad av Orfeus. De sista spåren av samfundet härrör från 300-talet f.Kr. Orficismen kan vara en av gnosticismens förebildare.
Enligt orficismen dödades Dionysos, arvtagare till Zeus, av titanerna. Dionysos återuppstod dock och titanerna dödades av Zeus blixtar. Ur askan från titanerna skapades människorna, som alltså är både gudomliga, genom arvet från Zeus, och gudsfientliga genom att de skapats ur askan från titanerna.
Själen ansågs vara odödlig och orfikernas lära betonade syndens bestraffning och själavandring. Kroppen betraktades som "själens grav". Orficismen var asketisk och syftade till att man sonade sin synd och odlade sin gudomlighet, därmed undslippande den ständiga återfödelsen. Man tillämpade även avhållsamhet och vegetarianism.

## Skapelsemyt
Kronos (tiden) skapar ur kaos och etern ett världsägg av silver, ur vilket den strålande guden Phanes framgår, även kallad Erikapaios eller Protogonos (den förstfödde). Denne föder natten och med henne himmel och jord, vilkas barn är Okeanos och Thetys; sedan följer Kronos och Rhea. Slutligen vinner Kronos’ son Zeus herraväldet och uppslukar Phanes, upptar i sig fullkomligt dennes väsen och blir nu nydanaren av världen. Med Persefone föder han Dionysos eller Zagreus, åt vilken han ger spiran i hans gosseår. Men gossen sönderslits av titanerna och fortärs, och blott hans hjärta räddas av Athena. Zeus förtär hjärtat och föder sedan med Semele en son, som är den till livet återväckte Dionysos-Zagreus.

### Fotnoter
1. ↑  Hildebrand, Hans; Hjärne, Harald; Pflugk-Harttung, Julius von. ”200 (Världshistoria / Forntiden)”. runeberg.org. https://runeberg.org/vrldhist/1/0220.html. Läst 28 maj 2021.